# Шумихин, Сергей Васильевич
Сергей Васильевич Шумихин (род. 13 октября 1973, Глазов, Удмуртская АССР) — советский и российский хоккеист, нападающий. Тренер.

## Биография
Воспитанник глазовского «Прогресса» (тренер Н. В. Трефилов), в составе команды победитель юниорского чемпионата РСФСР 1989/90. 2 октября 1990 года в игре против альметьевского «Нефтяника» дебюировал во второй лиге. В следующем сезоне также провёл одну игру за «Ижсталь». В декабре 1992 года вместе с Алексеем Булдаковым и Олегом Кузнецовым перешёл в самарский ЦСК ВВС. За восемь сезонов в команде провёл 339 матчей, забил 94 гола, двукратный чемпионом России (ФХР). В дальнейшем играл за «Липецк» (2000/01), «Нефтяник» Альметьевск (2001/02), «Спутник» Нижний Тагил (2002/03 — 2003/04).
Играл на любительских соревнованиях областного масштаба, в турнирах ветеранов. С 2009 года — тренер-преподаватель в самарской ДЮХШ ЦСК ВВС/«Комета».